# Madrider Konferenz

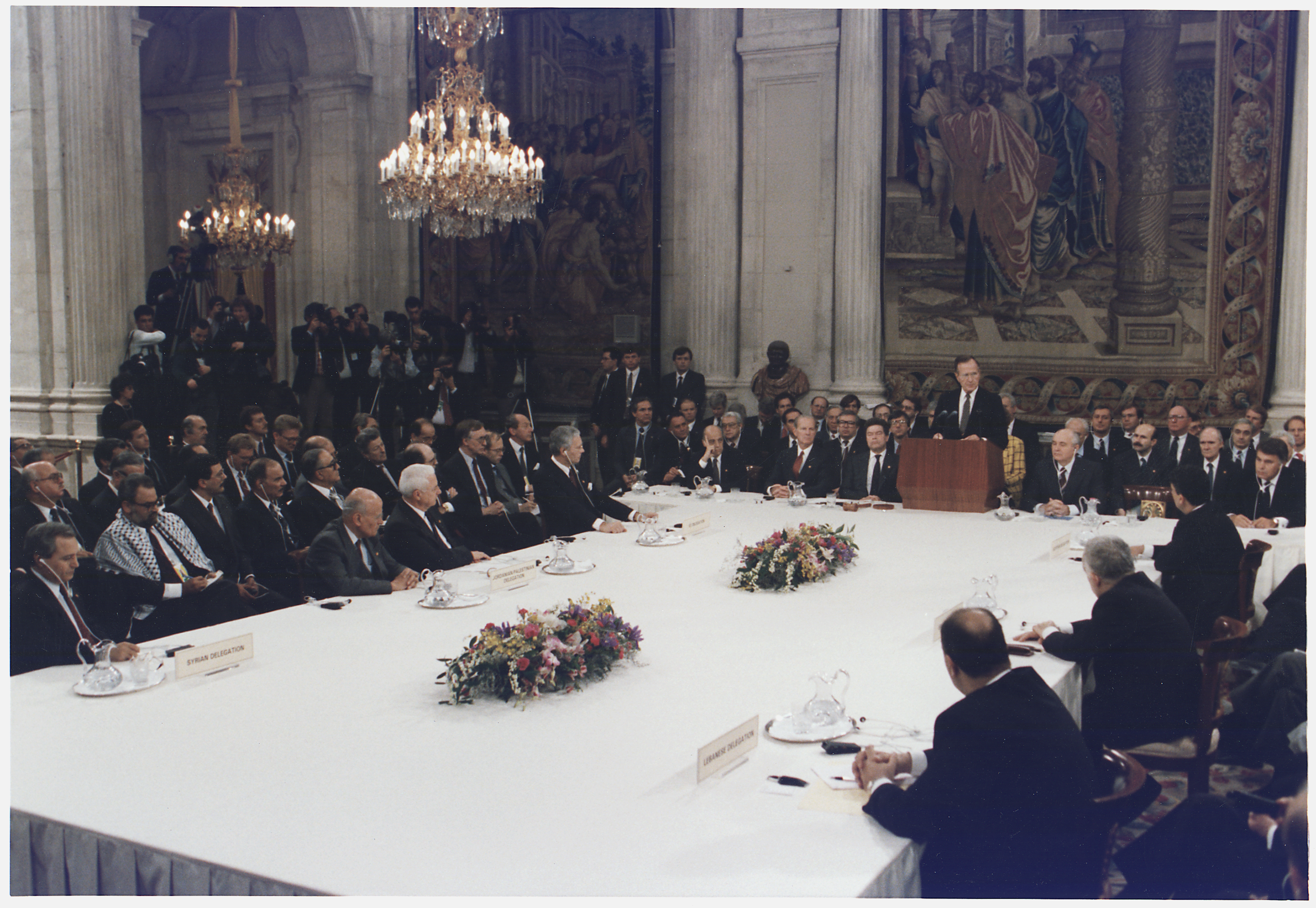
Präsident George Bush spricht auf der Nahost-Friedenskonferenz im Königspalast in Madrid

Die Friedenskonferenz von Madrid war ein Versuch der internationalen Gemeinschaft, einen Friedensprozess für den Nahostkonflikt in Gang zu bringen, indem Israel, Syrien, Libanon, Jordanien und die Palästinenser an den Verhandlungstisch geholt wurden. Sie wurde durch die Regierung Spaniens unter Mitwirkung der Vereinigten Staaten und der Sowjetunion abgehalten. Die Konferenz begann am 30. Oktober 1991 und dauerte drei Tage.
In der unmittelbaren Folge des Golfkriegs von 1991 hatten der amerikanische Präsident George H. W. Bush und sein Außenminister James Baker die Rahmenbedingungen formuliert und gemeinsam mit der Sowjetunion ein Einladungsschreiben formuliert, und am 30. Oktober 1991 Israel, Syrien, Libanon, Jordanien und den Palästinensern übermittelt.
Die Delegation der Palästinenser war aufgrund von Einwendungen Israels anfänglich ein Teil der gemeinsamen palästinensisch-jordanischen Delegation und bestand aus Palästinensern aus dem Westjordanland und vom Gazastreifen, ohne eine offene Verbindung zur PLO. Saeb Erekat, Faisal Husseini, Hanan Aschrawi und Haidar Abdel Schafi waren allerdings ständig in Verbindung mit der PLO-Führung in Tunis.
Der Zweck der Konferenz war der eines eröffnenden Forums für die Teilnehmer und die Konferenz hatte keinerlei Kompetenzen für Beschlüsse oder Ablehnungsvereinbarungen. Sie stand am Anfang von sowohl bilateralen als auch multilateralen Gesprächen, die auch die internationale Gemeinschaft einschlossen. Die Verhandlungsführer Syriens und des Libanon verständigten sich auf eine gemeinsame Strategie.
Die ersten öffentlichen bilateralen Gespräche zwischen Israel und seinen Nachbarn (außer Ägypten) zielten auf Friedensverträge zwischen den drei arabischen Staaten und Israel, während die Gespräche mit den Palästinensern auf einer zweiphasigen Verhandlungsform basierten: zunächst die Verhandlung von Interims-Selbstverwaltungs-Vereinbarungen, denen dann Verhandlungen über einen dauerhaften Status folgen sollten. (Die Formel wurde im Wesentlichen bei dem späteren Oslo-Abkommen verfolgt.) Diese Verhandlungen wurden direkt nach der Konferenz am 3. November 1991 in Madrid begonnen und über ein Dutzend Gesprächsrunden in Washington, DC zwischen dem 9. Dezember 1991 und dem 24. Januar 1994 fortgesetzt.
Die multilateralen Verhandlungen begannen am 28. Januar 1992 in Moskau und wurden in fünf Foren gegliedert, die sich jeweils auf ein Hauptproblem konzentrierten – Wasser, Umwelt, Waffenkontrolle, Flüchtlinge und Wirtschaftsentwicklung – und fanden bis November 1993 in verschiedenen Städten im Nahen Osten und in Europa statt. Zunächst weigerte sich Israel, an den Gesprächen über Flüchtlinge und Wirtschaftsentwicklungen teilzunehmen, weil palästinensische Vertreter von außerhalb des Westjordanlandes und des Gazastreifens anwesend waren. Syrien und Libanon weigerten sich, an den multilateralen Gesprächen teilzunehmen, solange kein erkennbarer Fortschritt auf bilateraler Ebene erkennbar war.
Die formellen multilateralen Gespräche, die für einige Jahre eingefroren waren, wurden am 31. Januar 2000 durch ein Treffen des Steuerungsausschusses wieder aufgenommen, dem Treffen der Arbeitsgruppen folgten.
Die israelisch-jordanischen Verhandlungen führten schließlich zu dem israelisch-jordanischen Friedensvertrag, der 1994 unterzeichnet wurde, während die israelisch-syrischen Gespräche nur zu einer Reihe von Verhandlungen führten, die Berichten zufolge zwar recht aussichtsreich waren, jedoch nicht zu einem Friedensvertrag führten.
Die bilateralen Gespräche zwischen Israel und den Palästinensern wurden schließlich durch die anfänglich geheimen Verhandlungen ersetzt, die am Ende zu dem Briefwechsel vom 9. und 10. September 1993 führten (siehe auch Existenzrecht Israels) und der Unterzeichnung des Oslo-Abkommens am 13. September auf dem Rasen des Weißen Hauses führten.
Israel nennt als großen Erfolg der Konferenz und des Friedensprozesses, dass die Anzahl der Staaten, die Israel anerkannt haben und die auch ein bestimmtes Maß an diplomatischen Beziehungen unterhalten, sich wesentlich erhöht hat, einschließlich der Großmächte China und Indien, aber auch in der arabischen Welt, Oman, Katar, Tunesien, Marokko und Mauretanien, sowie ein Abschwellen des arabischen Boykotts und ein Aufbau von Wirtschaftsbeziehungen mit einigen der arabischen Staaten.

## Arabisch-israelische Diplomatie und Friedensverträge
- Pariser Friedenskonferenz (1919)
- Faisal-Weizmann-Abkommen (1919)
- Waffenstillstandsabkommen (1949)
- Camp-David-Abkommen (1978)
- Israelisch-ägyptischer Friedensvertrag (1979)
- Madrider Konferenz (1991)
- Oslo-I-Abkommen (1993)
- Israelisch-jordanischer Friedensvertrag (1994)
- Oslo-II-Abkommen (1995)
- Camp David II (2000)